# CV / Л 3 серија (тенк)
CV-33 (Carro Veloce CV-33) или Л3/33 је италијанска танкета коју је произвела фирма Фијат-Ансалдо као модернизовану верзију танкете ЦВ-29 (Carro Veloce CV-29). Иако је било класификовано као тенк ово возило се пре може подвести под категорију танкете.

## Развој
Италијанске власти показале су интересовање за мало и лако оклопно возило које би било прилагођено за употребу у планинским областима што је 1929. године довело до куповине 25 британских танкета Карден Лојд Марк VI. Фијат-Ансалдо је извршио модификацију овог возила које је добило ознаку ЦВ-29 и које је било наоружано једним митраљезом калибра 6.5 mm.

### CV-33 (Л3/33)
Додатне модификације довеле су до стварања возила које је имало ознаку ЦВ 3/33 и истоветно наоружање као ЦВ-29. Године 1934. произведена је друга серија ЦВ 3/33 која је претрпела мање измене у вешању и која је била наоружана са два митраљеза калибра 8 mm. Наоружање прве серије ових возила је такође замењено са митраљезима калибра 8 mm.

### CV-35 (Л3/35)
1935. године произведена је нова серија возила под ознаком ЦВ-35 која је претрпела мање измене у конструкцији, али је задржала исто наоружање.

### CV-38 (Л3/38)
1938. године произведен је ограничен број последње верзије овог возила. Последња верзија имала је другачије вешање и била је наоружана једним митраљезом Бреда калибра 13.2 mm.
Ознака све три верзије (ЦВ-33/35/38) промењена је пред крај тридесетих година у Л3/33, Л3/35 и Л3/38.

## Модификације
Л3 је произведен у различитим варијантама за посебне намене. Најчешћа варијанта је била она која је уместо главног наоружања имала бацач пламена. Постојале су две верзије овог возила. Прва код које је резервоар за гориво за бацач пламена био уграђен у само возило и друга која је гориво за бацач пламена вукла у посебној приколици. Произведен је и одређен број ових возила у командној верзији, опремљених радио опремом и намењених командирима чета и батаљона. Ограничен број ових возила био је чак наоружан и противтенковским топом калибра 20 mm. Учињени су чак и покушаји да се ово возило претвори у инжењеријско возило тј. носач моста, а неки модели су модификовани у возило са поправку које је било оспособљено за вучу других возила.

## Борбена употреба
Основна намена серије возила ЦВ је била да се користе као извиђачка и полицијска возила и да елиминишу мале џепове непријатељског отопра, а не да се користе као прави тенкови. Међутим, почетак непријатељстава пре планираног времена довео је до управо до употребе овог возила уместо правог тенка. Више од 75% италијанских возила са којима су се сусретале британске снаге током њихове пустињске офанзиве у северној Африци крајем 1940. и почетком 1941. године били су управо Л3 чији оклоп није пружао заштиту чак ни од ватре британских извиђачких оклопних аутомобила. Упркос великим губцима Л3 се користе у вршењу окупационих дужности на окупираним територијама све до краја Другог светског рата.